# アルミサエル
アルミサエル（Almisael）は天使で、デーモンから妊婦や胎児を守る天使の一人とされる。
アルミサエル自身は「子宮の天使」という異名を持ち、特に難産の際の、分娩を補助する役目を担うという。
タルムードには、アルミサエルの助力を得る際は、妊婦の前で詩篇第二十篇を九回唱えるべきと記されている。